# 舟山普陀山国际机场
舟山普陀山国际机场，旧称舟山普陀山机场，是位于中华人民共和国浙江省舟山市朱家尖岛的一座民航机场。

## 历史
1988年3月，经中国国务院、中共中央军委批准，舟山市政府决定在朱家尖岛曙光农场新建地方民航机场，并命名为“舟山朱家尖机场”。机场于1995年1月开工建设，于1997年3月底全部竣工，总投资约3.8亿元。1997年7月28日机场举行首航典礼，8月8日正式通航，首批开通了舟山至上海、厦门两条航线。机场总占地面积约3,004亩，标高海拔1.8米，PCN值53，飞行区跑道长2,500米，停机坪总面积为5.2万平方米，候机楼面积6,400平方米。1998年4月，“舟山朱家尖机场”正式更名为“舟山普陀山机场”，1998年7月机场飞行区等级从3C升为4C，1999年12月又从4C升为4D。
2012年11月，中国民用航空局华东管理局批复《舟山普陀山机场总体规划》。根据规划，舟山普陀山机场近远期飞行区指标为4D，适合波音767、空客300等大型飞机起降。近期到2020年，按满足年旅客吞吐量200万人次、货邮吞吐量10,000吨、年起降25,419架次规划，航站楼建筑面积3,000平方米，机位数12个；远期到2040年，按满足年旅客吞吐量500万人次、货邮吞吐量28,000吨、年起降56,692架次规划，航站楼建筑面积扩建至52,500平方米，机位数22个。
2014年12月2日，普陀山机场年客流突破50万人次，迈入民航中型机场行列。截止2014年11月，舟山机场共通航11个城市、拥有12条直航运输航线。
2017年3月12日，舟山航空產業園建設指揮部相關負責人在位於朱家尖的普陀山機場改擴建和舟山航空產業園建設現場介紹，舟山航空產業園將分為「一園兩區」。飛機製造園區位於朱家尖，零部件製造園區位於舟山島北部的舟山經濟開發區。
其中，朱家尖的飛機製造園區規畫面積為7.88平方公里，將分為幹線飛機製造區、通用飛機製造區、航空配套區、空港保稅區等多個區域。波音廠就座落在其中的幹線飛機製造區，將主要有兩部分組成：由波音公司與中國商飛合資的737完工中心，以及地處相同位置、由波音公司獨資的737交付中心。
根據計畫，合資公司將開展737MAX系列飛機內飾安裝、塗裝、維修和交付支援及其他服務。實現完全產能時，一年可交付100架飛機，並將創造2000個就業機會。
2018年12月15日，美国波音公司与中国商飞公司共同设立的波音舟山737完工和交付中心正式交付首架飞机，中国国际航空公司接收了这架飞机。
2023年，普陀山机场年旅客吞吐量首次突破200万人次，并完成改扩建工程。同年10月，机场对外开放通过国家验收组验收，具备国际航运功能。2024年3月7日，经中国民用航空局批准，舟山普陀山机场更名为舟山普陀山国际机场。更名后，普陀山机场计划先期开通香港航线。

## 空中交通服务通信设施通信频率
塔台：118.05MHz（124.35MHz）

## 航空公司與航点
| 航空公司           | 目的地                            |
| ------------------ | --------------------------------- |
| 中国东方航空（MU） | 揭阳、上海/浦东、武汉、厦门、烟台 |
| 福州航空（FU）     | 福州、天津、哈尔滨、厦门、大连    |
| 山东航空（SC）     | 济南、青岛、泉州、厦门            |
| 厦门航空（MF）     | 北京/大興、泉州、厦门             |
| 春秋航空（9C）     | 揭阳、西安、扬州                  |
| 华夏航空（G5）     | 重庆、阜阳、衢州                  |
| 中国南方航空（CZ） | 连云港、深圳                      |
| 四川航空（3U）     | 重庆、南昌                        |
| 成都航空（EU）     | 成都、上饶                        |
| 青岛航空（QW）     | 青岛、泉州                        |
| 东海航空（DZ）     | 深圳、沈阳                        |
| 深圳航空（ZH）     | 郑州                              |
| 海南航空（HU）     | 广州                              |
| 桂林航空（GT）     | 徐州                              |
| 大灣區航空 (HB)    | 香港                              |